# Zingiber orbiculatum
Zingiber orbiculatum là một loài thực vật có hoa trong họ Gừng. Loài này được Shao Quan Tong (童绍全, Đồng Thiệu Toàn)  miêu tả khoa học đầu tiên năm 1987. Tên gọi thông thường trong tiếng Trung là 圆瓣姜  (viên biện khương), nghĩa là gừng cánh hoa tròn.

## Mẫu định danh
Mẫu định danh: S.Q.Tong 24804; thu thập ngày 20 tháng 7 năm 1981, trong rừng, cao độ 620 m, tọa độ 21°46′50″B 101°26′19″Đ / 21,78056°B 101,43861°Đ, huyện Mãnh Lạp, tỉnh Vân Nam. Mẫu holotype lưu giữ tại Viện Thực vật Nhiệt đới Vân Nam (YNTBI), tức Vườn Thực vật Nhiệt đới Tây Song Bản Nạp, Vân Nam (HITBC).

## Từ nguyên
Tính từ định danh orbiculatum (giống đực: orbiculatus, giống cái: orbiculata) là tiếng La tinh, nghĩa là tròn, thuôn tròn; ở đây để nói cánh môi hình tròn của loài này.

## Phân bố
Loài này có tại tây nam tỉnh Vân Nam (huyện Mãnh Lạp), Trung Quốc, miền bắc Thái Lan, Lào, Myanmar. Môi trường sống là rừng thường xanh, ở những nơi ẩm ướt, cao độ khoảng 600-800 m.

## Phân loại
Z. orbiculatum thuộc tổ Cryptanthium.

## Mô tả
Thân giả cao 1,4-3,2 m, đường kính 1,8-3,5 cm. Lá không cuống; bẹ lá nhẵn nhụi; lưỡi bẹ màu trắng ánh xanh lục, 1,3-1,5 cm, nhẵn nhụi, đỉnh gần cắt cụt; phiến lá hình mác hẹp, 45-60 × 7-9 cm, nhẵn nhụi, gân giữa phình to ở đáy và dày đặc đốm đỏ ở hai bên, đáy hình nêm, đỉnh nhọn thon. Cụm hoa 1-2, mọc từ thân rễ, hình trứng hoặc hình đầu, 5-8 × 3,5-5 cm; cuống cụm hoa 2-5 cm, có vảy màu xanh lục; lá bắc hình trứng hoặc hình trứng rộng, 3-4 × 2,8-3,6 cm, màu đỏ, đỉnh có mấu nhọn hoặc nhọn thon ngắn; lá bắc con ở phần gần nhạt màu, ở phần xa màu đỏ, hình ống, dài 3,4-4,1 cm, đường kính 5-7 mm, có lông tơ màu trắng. Đài hoa dài 1,8-2,2 cm, đường kính 5-8 mm, có lông tơ và đặc biệt rậm lông tơ ở đáy, đỉnh 3 răng. Ống tràng hoa dài 3,4-3,6 cm, đường kính 3-4 mm, nhẵn nhụi; các thùy tràng màu trắng với đỉnh màu đỏ, hình mác; thùy tràng lưng dài 2,7-3 cm, rộng 0,9-1 cm, có lông tơ; các thùy tràng bên rộng 6-7 mm. Cánh môi màu trắng, hình tròn, 2,2-2,4 × 2-2,2 cm; thùy giữa hình bán nguyệt, mép nhăn, đỉnh khía răng cưa; các thùy bên (nhị lép bên) hình tai, ~1,4 × 0,5 cm. Nhị dài ~2,5 cm; chỉ nhị dài ~2 mm; mô vỏ bao phấn màu vàng, dài ~1,2 cm; phần phụ liên kết dài ~1,2 cm, màu vàng. Bầu nhụy nhạt màu ở phần gần, màu vàng ở phần xa, gần hình elipxoit, rậm lông tơ. Quả nang màu đỏ sẫm với phần đáy màu nâu nhạt, hình tam giác-thuôn dài, 4-5 × 2-2,5 cm, 3 góc, có lông tơ. Hạt màu đen, hình trứng ngược, ~6 × 5 mm, có áo hạt bao quanh; áo hạt màu trắng, dạng màng. Ra hoa tháng 7.
Z. orbiculatum giống với Z. barbatum ở chỗ cánh môi và các thùy tràng hoa màu trắng, nhưng khác ở chỗ phiến lá nhẵn nhụi cả hai mặt, lưỡi bẹ cắt cụt, cánh môi hình tròn với thùy giữa hình bán nguyệt, các thùy bên hình tai dài 1,4 cm rộng 5 mm.